# Eulaira delana
Eulaira delana là một loài nhện trong họ Linyphiidae.
Loài này thuộc chi Eulaira. Eulaira delana được Ralph Vary Chamberlin & Wilton Ivie miêu tả năm 1939.